# Late Goodbye
«Late Goodbye» — песня финской рок-группы Poets of the Fall, в 2003 году ставшая музыкальной темой для компьютерной игры Max Payne 2: The Fall of Max Payne, а также одноимённый сингл с дебютного альбома группы Signs of Life. Сингл достиг 14 позиции в официальном финском чарте синглов, а также первой строчки в Top 30 чарте радио Suomipop.
Песня Late Goodbye основана на стихотворении, написанном автором сценария серии игры Max Payne Сэмом Лейком.
Марко Сааресто об истории песни «Late Goodbye»:

Ребята из Remedy до этого слышали нашу музыку и попросили нас написать песню для игры. Мы с радостью согласились. Сэм Лейк прислал мне стихотворение, которое он написал, и сказал, что для сочинения текста я могу использовать любые образы, которые оно навеет у меня в голове. Было здорово, когда в процессе работы над песней у меня появилось вдохновение. Той же ночью я сел на полу кухни со своей гитарой и написал песню.
Оригинальный текст (англ.)The guys from Remedy had heard our music before and asked us to write a song for the game. Happily we complied. Sam Lake sent me a poem he'd written some time ago, and said I could use whatever images the poem conjured up in my head, to write the lyrics. This was great since it really worked to inspire me. I sat on my kitchen floor that night, with my guitar, and wrote the song.

## Список композиций
1. «Late Goodbye» (Radio Edit) (03:18)
2. «Late Goodbye» (03:47)
3. «Late Goodbye» (Unplugged) (03:33)
4. «Late Goodbye» (Piano Instrumental) (03:19)
5. «Everything Fades» (03:09)

## Награды и номинации

### Награды
| Год  | Награда                                   | Номинация                                |
| ---- | ----------------------------------------- | ---------------------------------------- |
| 2004 | Премия Game Audio Network Guild (G.A.N.G) | Лучшая оригинальная вокальная композиция |

### Номинации
| Год  | Награда           | Номинация                   |
| ---- | ----------------- | --------------------------- |
| 2007 | Helsingin Sanomat | Самая любимая финская песня |